# Ink Master
Ink Master è un reality show statunitense che ha debuttato in televisione su Spike il 17 gennaio 2012, trasmesso in Italia su DMAX.
Il programma consiste in una gara tra tatuatori che competono in varie sfide per mettere alla prova le proprie capacità artistiche nell'arte del tatuaggio. I partecipanti sono giudicati da famosi artisti ed appassionati con un meccanismo ad eliminazione.
Tutti gli episodi, a parte la puntata finale, hanno lo stesso format seppur con alcune variazioni minori:
La sfida inizia con una prova Flash in cui i tatuatori sono valutati in base ad un'abilità secondaria (pittura, taglio dei capelli, incisione, ecc...). Il vincitore della sfida Flash ha il diritto di scegliere la propria "tela umana" (la persona che si farà fare il tatuaggio) nella sfida ad eliminazione e, a partire dalla seconda stagione, di assegnare agli altri concorrenti le tele umane.
La Elimination Challenge (Prova ad eliminazione) è un ulteriore test delle competenze e in genere riguarda uno stile di primaria importanza nel tatuaggio. Una volta che ai concorrenti vengono assegnate le "tele umane", viene data loro una giornata per concordare insieme il disegno da realizzare e il giorno successivo ogni concorrente ha dalle quattro alle sei ore per completare il proprio disegno. Alla fine della prova i lavori vengono giudicati e, alla fine di ogni episodio, viene nominato un vincitore ed eliminato un concorrente.

## Stagioni
| Stagione | Concorrenti | Vincitore | Secondo | Terzo | Premi | Messa in onda                       |
| -------- | ----------- | --- | --- | --- | --- | ----------------------------------- |
| 1        | 10          | Shane O'Neill | Tommy Helm | James Vaughn | - Titolo di Ink Master - $100,000 - Un servizio dedicato sul magazine Inked                                                                               | 17 Gennaio 2012 – 6 Marzo 2012      |
| 2        | 16          | Steve Tefft | Sarah Miller | Sebastian Murphy | - Titolo di Ink Master - $100,000 - Un servizio dedicato sul magazine Inked                                                                               | 9 Ottobre 2012 – 18 Dicembre 2012   |
| 3        | 16          | Joey Hamilton | Jime Litwalk | Katherine "Tatu Baby" Flores | - Titolo di Ink Master - $100,000 - Un servizio dedicato sul magazine Inked                                                                               | 16 Luglio 2013 – 8 Ottobre 2013     |
| 4        | 17          | Scott Marshall | Walter "Sausage" Frank | Matti Hixson | - Titolo di Ink Master - $100,000 - Un servizio dedicato sul magazine Inked                                                                               | 25 Febbraio 2014 – 20 Maggio 2014   |
| 5        | 18          | Jason Clay Dunn | James "Cleen Rock One" Steinke | Erik Siuda | - Titolo di Ink Master - $100,000 - Un servizio dedicato sul magazine Inked                                                                               | 2 Settembre 2014 – 16 Dicembre 2014 |
| 6        | 18          | Dave Kruseman | Chris Blinston | Matt O'Baugh | - Titolo di Ink Master - $100,000 - Un servizio dedicato sul magazine Inked - Una Dodge Challenger 2015                                                   | 23 Giugno 2015 – 13 Ottobre 2015    |
| 7        | 16          | Anthony Michaels | James "Cleen Rock One" Steinke | Christian Buckingham | - Titolo di Ink Master - $100,000 - Un servizio dedicato sul magazine Inked                                                                               | 1º Marzo 2016 - 24 maggio 2016      |
| 8        | 18          | Ryan Ashley Malarkey | Gian Karle Cruz | Kelly Doty | - Titolo di Ink Master - $100,000 - Un servizio dedicato sul magazine Inked - Una Dodge Charger - Posto come tatuatore ospite nel negozio di Peck o Núñez | 23 agosto 2016 – 6 dicembre 2016    |
| 9        | 36          | Old Town Ink (Aaron "Bubba" Irwin & DJ Tambe) | Black Cobra Tattoos (Matt O'Baugh & Katie McGowan) | Basilica Tattoo (Christian Buckingham & Noelin Wheeler) | - Titolo di Ink Master - $200,000 - Un servizio dedicato sul magazine Inked - Titolo di Master Shop                                                       | 6 Giugno 2017 - 26 Settembre 2017   |
| 10       | 18          | Josh Payne | Juan Salgado | Roly T-Rex | - Titolo di Ink Master - $100,000 - Un servizio dedicato sul magazine Inked                                                                               | 9 Gennaio 2018 - 24 Aprile 2018     |
| 11       | 18          | Tony Medellin | Teej Poole | Tiffer Wright | - Titolo di Ink Master - $100,000 - Un servizio dedicato sul magazine Inked                                                                               | 28 Agosto 2018 - 18 Dicembre 2018   |
| 12       | 18          | Laura Marie | Dani Ryan | Creepy Jason | - Titolo di Ink Master - $100,000 - Un servizio dedicato sul magazine Inked                                                                               | 11 Giugno 2019 - 24 Settembre 2019  |
| 13       | 20          | Bob Jones, Angel Rose, Jimmy Snaz Co-vincitori. Il premio in denaro è stato diviso fra loro, poiché la finale è stata cancellata a causa della pandemia di COVID-19. | Bob Jones, Angel Rose, Jimmy Snaz Co-vincitori. Il premio in denaro è stato diviso fra loro, poiché la finale è stata cancellata a causa della pandemia di COVID-19. | Bob Jones, Angel Rose, Jimmy Snaz Co-vincitori. Il premio in denaro è stato diviso fra loro, poiché la finale è stata cancellata a causa della pandemia di COVID-19. | - Titolo di Ink Master - $100,000 - Un servizio dedicato sul magazine Inked                                                                               | 7 Gennaio 2020 - 14 Aprile 2020     |

## Controversie
Varie polemiche sono sorte sui due conduttori Chris Núñez ed Oliver Peck, dopo che sono stati indagati per molestie sessuali e ritorsione nei confronti di un ex dipendente. Navarro non è coinvolto nel caso.

## Morte di Scott Marshall
Il 27 ottobre 2015, è stato riferito che Scott Marshall, vincitore della stagione 4, era morto nel sonno a causa di problemi di cuore la sera prima. Ha lasciato sua moglie, Johanna e tre figli. Aveva 41 anni. Il 14 dicembre 2015, è stato riferito che la causa della morte di Marshall fu un'overdose di eroina. Oltre ad eroina, valium e xanax sono stati trovati nel suo appartamento.